# Богдан Терзић
Богдан Терзић (Ондић, 1. децембар 1928 – Београд, 2016) био је српски слависта, русиста, професор славистике и преводилац. Био је активни учесник у раду многих научних друштава и њихових управа, члан Удружења књижевника Србије и Удружења књижевних преводилаца Србије, једно време председник Славистичког друштва Србије.
Његов легат налази се у Удружењу за културу, уметност и међународну сарадњу „Адлигат” у Београду.

## Биографија
Богдан Терзић рођен је 1. децембра 1928. године у Ондићу крај Удбине, Лика, у учитељској породици. Основну школу завршио је у Доброселу крај Доњег Лапца у Лици, први разред гимназије у Дарувару, а други у Новој Градишки, одакле му је у јесен 1941. године породица избегла пред усташким прогонима у Београд. Гимназију је завршио у Београду, а потом је 1947. године уписао Филозофски факултет Универзитета у Београду. Дипломирао је на Групи за источне и западне словенске језике и књижевности, са руским језиком и књижевношћу као главном струком. Током треће и четврте године студија био је стипендиста Српске академије наука и уметности. Постдипломеске студије такође је завршио на Филозофском факлутету.
Од 1956. до 1958. радио је у Пољској, као лектор српскохрватског језика на Варшавском универзитету. По повратку је радио на Катедри славистике Филозофског факултета, прво као сарадник, а касније и као редновни професор, све до пензионисања 1992. године. Предавао је, између осталог, историјску граматику руског језика, морфологију, творбу речи, лексикологију, кратко и синтаксу руског језика, а био је и први предавач украјинског језика по оснивању Групе 1991. године. Од 1962. до 1974. године био је и хонорарни наставник за савремени руски језик и историјску граматику руског језика на Филозофском факултету у Приштини, а историјску граматику руског језика предавао је и на Филозофском факултету у Новом Саду од 1986. до 2001. године.
Бавио се и спикерским послом у Радио Београду, у емисијама на руском језику. Био је члан Удружења књижевника Србије (од 2002) и Удружења књижевних преводилаца Србије, а једно време и председник Славистичког друштва Србије.
Као агилни сарадник и члан редакције доприносио је излажењу часописа Живи језици и Славистика. Дао је допринос разним телима и комисијама Филолошког факултета, затим Међународном славистичком центру, Друштву српско-руског пријатељства, Српско-украјинском друштву и сл.

## Легат Богдана Терзића
Године 2017. Богданова ћерка, Нина Новићевић, формирала је легат Бограда Терзића у Удружењу за културу, уметност и међународну сарадњу „Адлигат” у Београду. Легат садржи више од 10.000 библиографских јединица из Терзићеве личне библиотеке, укључујући велики број књига како лингвистичко-научних, тако и књижевних дела савремених домаћих и страних писаца.

## Награде и признања
За свој рад добио је више домаћих и страних признања:
- Пушкинову медаљу Међународне асоцијације професора руског језика и књижевности (МАПРЯЛ),
- Повељу почасног члана Славистичког друштва Србије,
- Повељу Друштва за примењену лингвистику Србије,
- Златну значку Културно-просветне заједнице Србије,
- Годишњу награду Радио-телевизије Србије за књигу „Слово о језику” (коауторство са Драгом Ћупићем и Егоном Фекете),
- Повељу за животно дело Славистичког друштва Србије,
- Пушкинову медаљу – државно одликовање Руске Федерације.

## Дела (библиографија)

### Књиге
- „Слово о језику: језички поучник”, (са Д. Ћупић, Е. Фекете), Београд, Партенон, 1996, 293 стр.
- „Руско-српске језичке паралеле”, Београд, Славистичко друштво Србије, 1999, 370 стр.
- „Слово о језику: језички поучник” (са Д. Ћупић, Е. Фекете), друго издање, Београд, Партенон, 2002, 257 стр.
- „Српски језички саветник” (са Д. Ћупић, Е. Фекете), Београд, Службени лист СЦГ, Српска школска књига, 2005, 371 стр.
- „Славистички погледи Богдана Терзића”, (разговор водио) Милош Јавтић, Београд, Партенон, Београдска књига, 2006, 173 стр, (Колекција „Одговори”, Милош Јевтић)

Пoтпунa библиoгpaфиja Бoгдaнa Тepзићa oбуxвaтa више од триста paдoвa oбјављeниx кaкo у jугoслoвeнским тaкo и у углeдним стpaним чaсoписимa и збopницимa (Вoпpoсы языкoзнaния, Pусский язык зa pубeжoм, Бoлгapскaя pусистикa, Slovo a slovesnost и дp).